# 이석 (시인)
이석(본명: 이순섭, 1927년 ~ )은 대한민국의 시인이다. 경상남도 함안군 모노리에서 출생했다. 

## 성장과정
1948년 서울대학교 사대 중등교원양성소를 졸업하였다. 1948년부터 마산고등학교에 14년간 근속하였다.

## 등단
청마선생의 추천으로 그의 작품 <봉선화>, <낙엽> 등이 1956년 <현대문학>에 추천을 받아 등단하였다.

## 약력
1961년 마산문협 초대 회장을 역임했다. 1981년, <화혼집>으로 한국문학상의 열여덟 번째 수상자가 되었다. 목마시대 동인이며 한국문인협회 이사와 <마산일보> 논설위원을 역임하였다. 2000년에, 1968년 이원수 시인의 ‘고향의 봄’ 시비가 세워진 산호동 시의 거리에 그의 시인 ‘봉선화’시비가 건립되었다.

## 주요작품
주요작품으로는 <향관사>, <서울>, <노목 밑>, <화혼집>, <오늘 오늘은> 등이 있다.